# 京都市立滋野中学校
京都市立滋野中学校（きょうとしりつ しげのちゅうがっこう）は、京都市上京区にあった公立中学校。ここでは、同校の前身となる滋野小学校（しげのしょうがっこう）と、元学区である滋野学区（しげのがっく）についても述べる。

## 概要
京都市立滋野中学校は、明治2年（1869年）に京都で設立された64の番組小学校のうち2つの小学校を統合して明治25年（1892年）に開校した滋野尋常小学校の校地・校舎を利用して、戦後の教育改革に際して昭和23年（1948年）4月に設立された新制中学校である。平成14年（2002年）に統廃合により閉校した。
校名は、学区内にある都七名水の一つ「滋野井」から採られている。滋野井は、平安時代初期の公卿滋野貞主の邸宅内にあったことから名づけられた。

## 沿革

### 滋野小学校

#### 上京第十八番組小学校
- 1869年（明治2年） - 上京第十八番組小学校が開校[3][4]（開校日:10月21日[5]）[6]
- 1877年（明治8年） - 校名を小川に改称[4]
- 1881年（明治12年） - 校名を大路に改称[4]

#### 上京第十九番組小学校
- 1869年（明治2年） - 上京第十九番組小学校が開校[3]（開校日:10月16日[5][6]）
- 1877年（明治8年） - 校名を東泉に改称[4]
- 1878年（明治9年） - 校名を興文に改称[4]

#### 滋野尋常小学校
- 1892年（明治25年）12月26日 - 大路・興文の2校を合併し京都市立滋野尋常小学校を設立[4][6]
- 1941年（昭和16年）4月 - 京都市滋野国民学校に改称
- 1947年（昭和22年）4月 - 京都市立滋野小学校に改称
- 1948年（昭和23年）- 京都市立滋野中学校開校により閉校[1]。同校児童は、中立小学校・待賢小学校と中京区の梅屋小学校に編入[3]。

### 滋野中学校
- 1948年（昭和23年）4月 - 滋野小学校校舎を転用し、京都市立滋野中学校開校 [1]
- 1951年（昭和26年）4月 - 待賢学区、中立学区の一部が通学区域となる[1]
- 2002年（平成14年）3月 - 京都市立上京中学校と、京都市立京都城巽中学校（現在の京都市立京都御池中学校）への統合により閉校[4]

滋野中学校の跡地は、2023年11月現在「京都まなびの街 生き方探究館」になっている。

## 通学区域
滋野中学校の通学区域は、滋野学区、梅屋学区、聚楽学区の3学区で、待賢学区、中立学区の一部も通学区域とした。
滋野小学校の通学区域は、滋野学区各町であった。

## 滋野学区
滋野学区（しげのがっく）は、京都市の学区（元学区）のひとつ。京都市上京区に位置する。明治初期に成立した地域区分である「番組」に起源を持ち、学区名の由来ともなる元滋野小学校の通学区域とほぼ合致し、今でも地域自治の単位となる地域区分である。

### 滋野学区の沿革
明治2年（1869年）の第二次町組改正により成立した上京第18番組、上京第19番組に由来し、同年には、それぞれの区域内に上京第18番組小学校、上京第19番組小学校が創立した。
上京第18番組は、明治5年（1872年）には上京第20区、明治12年（1879年）には区が組となり上京第20組となった。設置された上京第18番組小学校は、その後明治8年に校名を小川、のち明治12年に大路に改称した。
上京第19番組は、明治5年（1872年）には上京第21区、明治12年（1879年）には区が組となり上京第21組となった。設置された上京第19番組小学校は、その後明治8年に東泉、のち明治9年に興文に改称した。
上京第20・21組は、学区制度により明治25年（1892年）には上京第16学区となった。明治25年（1893年）両校を統合し、滋野尋常小学校を設立した。
昭和4年（1929年）に、学区名が小学校名により改称され、上京第16学区から滋野学区となった。昭和17年（1942年）に京都市における学区制度は廃止されるが、現在も地域の名称、地域自治の単位として用いられている。
戦後、滋野小学校が教育改革の中で新制中学校と位置付けられたため、滋野学区の小学校の通学区域は、中立小学校・待賢小学校・梅屋小学校に分かれていたが、現在は滋野学区全域が新町小学校の通学区域となっている。

### 人口・世帯数
京都市内では、概ね元学区を単位として国勢統計区が設定されており、滋野学区の区域に設定されている国勢統計区（上京区第13国勢統計区）における令和2年（2020年）10月の人口・世帯数は3,371人、1,763世帯である。

### 地理
上京区の南部に位置する学区であり、北側は中立学区、西側は待賢学区、南側は中京区となり西半は梅屋学区、東半は竹間学区、東側は京都御苑に接する。区域は、東は烏丸通、西は堀川、北は下長者町通、南は丸太町通で限られ、面積は0.384平方キロメートルである。

### 滋野学区内の通り

#### 東西の通り
- 下長者町通
- 出水通
- 下立売通
- 椹木町通
- 丸太町通

#### 南北の通り
- 烏丸通
- 室町通
- 衣棚通
- 新町通
- 釜座通
- 西洞院通
- 小川通
- 油小路通
- 堀川通

### 滋野学区の町名
滋野学区には学区内に同じ名称の町がある。これは、同学区が元は2つの「番組」から成ることによる。
- 丁子風呂町
- 東裏辻町
- 夷川町
- 茶屋町
- 勘兵衛町
- 八幡町
- 上鍛冶町
- 大黒屋町
- 近衛町[町 1]
- 西裏辻町
- 米屋町
- 三町目
- 四町目
- 五町目
- 六町目
- 藪之内町
- 鷹司町[町 2]
- 紹巴町
- 西大路町
- 東橋詰町
- 東魚屋町
- 西山崎町
- 桜鶴円町
- 堀松町
- 春日町
- 近衛町[町 1]
- 勘解由小路町
- 武衛陣町
- 大門町
- 御霊町
- 常泉院町
- 門跡町
- 今薬屋町
- 両御霊町
- 春帯町
- 鷹司町[町 2]
- 西鷹司町
- 中出水町
- 西出水町
- 五町目町
- 東立売町
- 養安町
- 京都御苑[町 3]

1. 1 2  近衛町は油小路通と室町通に別個の町がある。
2. 1 2  鷹司町は西洞院西入と烏丸西入に別個の町がある。
3. ↑  公称町名としての京都御苑について、住民基本台帳の学区別集計や国勢統計区では15番地以外が滋野学区に、15番地は京極学区に属する。

## 周辺

### 滋野学区内の主な施設
- 京都府庁
- 文化庁
- 護王神社
- 平安女学院

## 関連文献
- 『京都市の地名』平凡社〈日本歴史地名大系27〉、1979年。ISBN 4-582-49027-1。
- 「上京第十六学区之部（碓井小三郎『京都坊目誌 上京之部 坤』(1915)）」『京都叢書:新修 第15巻』光彩社、1968年、29-72頁。doi:10.11501/2997392。
- 「上京区滋野学区」『京都市学区大観』京都市学区調査会、1937年、48-49頁。doi:10.11501/1440637。